# Eunice flaccida
Eunice flaccida är en ringmaskart som beskrevs av Grube 1869. Eunice flaccida ingår i släktet Eunice och familjen Eunicidae. Inga underarter finns listade i Catalogue of Life.